# Steve Baker (dessinateur)
 (novembre 2018).
Pour les articles homonymes, voir Steve Baker et Baker.
Pour les articles homonymes, voir Baker.
Steve Baker, né le 18 juillet 1979 à Rouen, est un dessinateur, scénariste et coloriste français de bande dessinée.

## Biographie
Né en 1979 à Rouen, Steve Baker  a grandi à Bonsecours. Son instruction a débuté à l'école Notre-Dame, puis au collège Verhaeren. Ensuite, il s'inscrit en fac d'anglais à Mont-Saint-Aignan. Enfin, il fréquente l'École supérieure des arts Saint-Luc de Bruxelles (Belgique). Il apprécie les comics.

## Publications

### Voltige et Ratatouille
- 2 Les Voleurs de salsifis, Milan, 2004
Scénario : Pascal Jousselin - Dessin : Steve Baker - Couleurs : Laurence Croix -  (ISBN 2-7459-1521-5)

### Les Démons de Dunwich
- 1 Malicieuse Rose, Vents d'Ouest, 2007
Scénario : Steve Baker - Dessin : Joël Jurion - Couleurs : Sophie Uchlinger -  (ISBN 978-2-7493-0336-9)
- 2 Satané bleuet, Vents d'Ouest, 2008
Scénario : Steve Baker - Dessin : Joël Jurion - Couleurs : Sophie Uchlinger -  (ISBN 978-2-7493-0418-2)

### La Vie en slip
- 1 La Vie en slip, Dupuis, 2009
Scénario, dessin et couleurs : Steve Baker -  (ISBN 978-2-8001-4436-8)
- 2 Ça va être ta fête !, Dupuis, 2010
Scénario, dessin et couleurs : Steve Baker -  (ISBN 978-2-8001-4719-2)
- 3 A fond les gamelles !, Dupuis, 2012
Scénario, dessin et couleurs : Steve Baker -  (ISBN 978-2-8001-5097-0)

### Inoxydable
Scénario : Sébastien Floc'h - Dessin/couleur : Steve Baker, Casterman, 2014 -  (ISBN 9782203003712)

### Axolot (tome 3)
- Histoire courte. Scénario : Patrick Baud - Dessin/couleur : Steve Baker, Delcourt, 2016 -  (ISBN 978-2756080048)

### Bots
- Tome 1, Ankama, 2016. Scénario : Aurélien Ducoudray - Dessin/couleur : Steve Baker -  (ISBN 978-2359109368)
- Tome 2, Ankama, 2018. Scénario : Aurélien Ducoudray - Dessin/couleur : Steve Baker -  (ISBN 979-1033504320)
- Tome 3, Ankama, 2019. Scénario : Aurélien Ducoudray - Dessin/couleur : Steve Baker